# Hippius
Hippius (russisch Gippius, Гиппиус) war eine baltendeutsche Familie, die vor allem in Estland und St. Petersburg lebte. Sie brachte Kaufleute, Bürgermeister, Künstler und weitere Persönlichkeiten hervor.

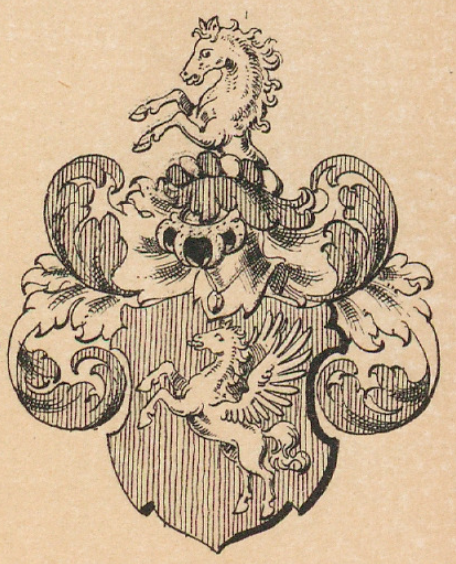

## Geschichte
Der Bürgermeister der mecklenburgischen Stadt Plau Jochem Hingst (1515–1578) war der älteste heute bekannte Vertreter der Familie. Dessen Urenkel Jacob Gottfried Hingst (1640–1691) siedelte vor 1670 nach Reval in Estland über und änderte den Namen auf Hippius (von griechisch hippos für Pferd, Hengst). Er wurde der Stammvater des baltendeutschen Geschlechts, das Kaufleute, Staatsbeamte, Architekten, Maler, Dichter und weitere Nachkommen hervorbrachte. Der Revaler Bürgermeister Christian Friedrich Hippius (1736–1824) stieg in den russischen Adelsstand auf.
In den Familien wurde bis in das 20. Jahrhundert meist auch deutsch gesprochen. Die Texte der Dichter Waldemar und Sinaida Hippius und weiterer Familienmitglieder wurden aber nahezu ausschließlich in russischer Sprache verfasst.

## Familienmitglieder
Es ist nur eine kleine Auswahl der zahlreichen Mitglieder der Familie aufgeführt.
- Jochem Hingst (1515–1578), Kirchenökonom, Ratsherr, 1573 Bürgermeister in Plau am See[1]
  - Albrechtt Hingst († 1617), Ratsherr, 1613 Bürgermeister in Plau am See
    - Albert Hengst, 1622 Stadtvogt in Plau, siedelte vor 1640 nach Glückstadt in Holstein
      - Jacob Gottfried Hippius (1640–1691), heiratete 1670 in Reval, Notar am Oberlandgericht
        - Jacob Gottfried Hippius jun. (1674–1731)
          - Christian Heinrich Hippius (1710–1763), Schlossvogt in Reval A
          - Thomas Hippius (1711–1774), Kaufmann und Korn-Notar in Reval B
          - Johann Friedrich Hippius (1714–1766), Ratsherr in Reval

A
- Christian Heinrich Hippius (1710–1763), Schlossvogt, Oeconomus templi (Kirchenverwalter) in Reval
  - Christian Friedrich (von) Hippius (1736–1824), Kaufmann, Bürgermeister in Reval, geadelt
    - Joachim Rudolph von Hippius (1764–1825), Kaufmann, Ältermann der Großen Gilde in Reval
      - Carl Friedrich von Hippius (1792–1875), Staatsrat in St. Petersburg

  - Gotthard Heinrich Hippius (1742– )
    - John Gotthard Bogdan (Iwan Bogdanowitsch) Hippius (um 1781–1832)
      - Karl Roman (Roman Iwanowitsch) Hippius (1819–1865)
        - Nikolai Romanowitsch Hippius († 1881), Gerichtspräsident 
          - Sinaida Hippius (1869–1945), symbolistische Dichterin in St. Petersburg und Paris
          - Anna Nikolajewna Hippius (1872–1942), Ärztin, Publizistin
          - Tatjana Nikolajewna Hippius (1877–1957), Grafikerin
          - Natalja Nikolajewna Hippius (1880–1963), Bildhauerin, Restauratorin

      - Johann Karl (Iwan Iwanowitsch) Hippius
        - Wilhelm (Wassili Iwanowitsch) Hippius (1853–1918), Geheimrat in St. Petersburg
          - Waldemar (Wladimir Wassiljewitsch) Hippius (1876–1941), symbolistischer Dichter
          - Alexander Wassiljewitsch Hippius (1878–1942), Schriftsteller
            - Natalja Alexandrowna Hippius (1905–1994), Malerin
            - Tatjana Alexandrowna Hippius (1907–1997), Malerin

          - Wassili Wassiljewitsch Hippius (1890–1942), Literaturwissenschaftler

B
- Thomas Hippius (1711–1774), Kaufmann
  - Jacob Johann Hippius (1738–1806), Kaufmann in Reval
    - Thomas Hippius (1762–1819), evangelischer Pfarrer in Nissi in Estland
      - Gustav Adolf Hippius (1792–1856), Maler in St. Petersburg und Reval
        - Otto Pius Hippius (1826–1883), Architekt
        - Karl Gustav Hippius (1831–1880), Maler und Architekt
          - Karl Karlowitsch Hippius (1864–1941), Architekt

## Wappen
Das Wappen zeigt einen aufrechten silbernen Pegasus auf rotem Grund. Aus dem Helm wächst ein silbernes Ross.